# Cheick Kongo
Pour les articles homonymes, voir Kongo.
Cheick Kongo, de son vrai nom Cheick Guillaume Ouedraogo, né le 17 mai 1975 à Sevran en Seine-Saint-Denis, est un pratiquant français d'arts martiaux mixtes (MMA) dans la catégorie poids lourds.
Après des débuts professionnels en 2001, il intègre l'organisation américaine Ultimate Fighting Championship en 2006 lors de l'UFC 61. Après plus de sept ans de carrière dans la promotion, il quitte l'UFC après une défaite face à Roy Nelson à l'UFC 159 et signe avec le Bellator en août 2013. Il participe alors au tournoi poids lourds censé déterminer le prochain aspirant numéro 1 au titre et le remporte face à Peter Graham en novembre. Il est actuellement considéré par plusieurs spécialistes comme l'un des plus grands combattants français de MMA de l'histoire.

## Biographie
Né d'un père burkinabé et d'une mère congolaise, Cheick Kongo commence les arts martiaux à l'âge de 5 ans par le kendo et le karaté. En grandissant, il commence aussi à s’entraîner en muay-thaï, kick boxing et lutte gréco-romaine. Âgé de 19 ans, il apprend le pencak-silat setia hati terate, un art martial indonésien et fut coaché par Charles Joussot et Franck Ropers.

## Parcours en arts martiaux mixtes

### Débuts
Cheick Kongo commence sa carrière professionnelle en MMA le 10 juin 2001 face Doog Ward qu'il met KO. Il s'ensuit pour Kongo une deuxième victoire cette fois-ci par TKO face à  Dave van der Veen. Néanmoins il perd son troisième combat par décision contre Rodney Faverus. Il perd la deuxième fois de sa carrière contre Gilbert Yvel par TKO le 20 mai 2004 après deux ans sans défaite. Il s'est entraîné avec Anderson Silva et Wanderlei Silva au début du Pride Fighting Championships.
En 2005, avec sept victoires pour deux défaites et un match nul, ainsi qu'un titre des poids lourds du King of the Ring il continue son parcours au sein de l'organisation américaine Ultimate Fighting Championship.

### Ultimate Fighting Championship
Cheick Kongo entre à l'UFC le 8 juillet 2006 contre Gilbert Aldana à l'UFC 61, qu'il bat par TKO par arrêt du médecin. Il gagne à nouveau pour son deuxième combat contre Christian Wellisch, un nouveau-venu à l'UFC, par KO. Il perd néanmoins contre Carmelo Marrero à l'UFC 64, lui aussi un nouveau à l'UFC. Ensuite, Kongo gagne par décision contre Assuerio Silva à l'UFC 70.
Il fait forte impression lors de l'UFC 75 en affrontant Mirko Filipović dans un combat qu'il remporte par décision unanime. Cro Cop est alors considéré alors comme l'un des meilleurs poids lourds au monde.
Il perd cependant contre Heath Herring à l'UFC 82 par décision partagée. À l'UFC 87, il combat contre un  nouveau venu Dan Evensen, qu'il bat par TKO.

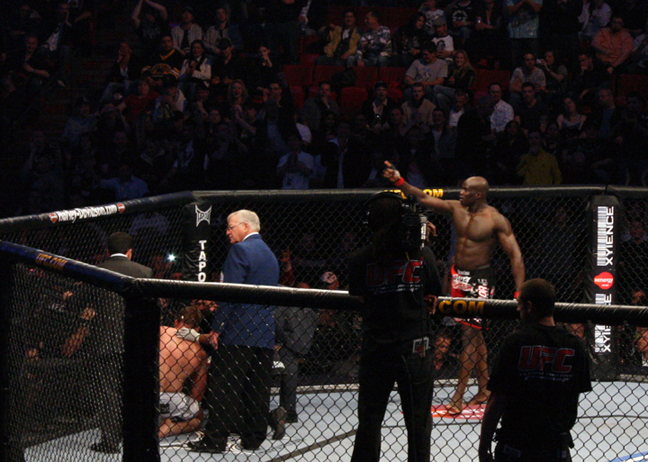
Cheick Kongo dans l'Octogone après sa victoire lors de l'.

Cheick Kongo combat à l'UFC 92 le 27 décembre 2008, contre le champion anglais poids lourd du Cage Rage Mustapha Al Turk qu'il bat par TKO. On le revoit à l'UFC 97 contre Antoni Hardonk qu'il bat par TKO.
Kongo remplace au pied levé Heath Herring et affronte Cain Velasquez lors de l'UFC 99, le 13 juin 2009 à Cologne.
Kongo est alors considéré comme un vrai test pour le lutteur américain, alors sur trois victoires par TKO depuis ses débuts dans l'organisation. Le Français n'arrive pas à se montrer supérieur en pieds-poings, car Velasquez réussit rapidement à l'amener au sol et travaille efficacement en ground and pound. Kongo perd alors le match par décision unanime aux termes des trois rounds.
Le dernier prétendant à la ceinture des poids lourds de l'UFC, Frank Mir, affronte Kongo à l'UFC 107. Durant la conférence de presse d'avant combat Frank Mir dit que Cheick Kongo n'a pas de ground game  (comprendre niveau au sol). Mir gagne le combat par soumission (prise de la guillotine); Le combat dure moins d'une minute trente. Un crochet, une mise au sol et une prise d'étranglement auront suffit à soumettre le français.
Après cette défaite, Kongo bat Paul Buentello le 21 mars 2010 à l'UFC on Versus 1 par soumission. Dans ce combat, il donne un coup de genou non autorisé à la tête de son adversaire car celui-ci avait trois appuis par terre.
Cheick Kongo était le combattant prévu pour rencontrer le gagnant de The Ultimate Fighter 10 en la personne de Roy Nelson, le 3 juin 2010 à l'UFC 116 mais il se blesse et le combat est annulé.
Après sa blessure, il combat alors l'invaincu Travis Browne à l'UFC 120. Ce combat est déclaré égalité après que le Français se soit accroché au short de son adversaire plusieurs fois ce qui lui vaut un point déduit.
Il rencontre ensuite Pat Barry le 26 juin 2011 à l'UFC on Versus 4. Ce combat prend la tête d'affiche de l'événement lorsque Nate Marquardt n'est pas autorisé à combattre en poids mi-moyen contre Rick Story. Il fait sensation lors de la soirée où se produit un incroyable retournement de situation : après avoir été mis au sol deux fois de suite par des coups et que l'arbitre ait hésité à arrêter le match, Kongo se relève et met Barry KO avec un puissant uppercut. Ce combat lui permet de décrocher le bonus du KO de la soirée. Il est même désigné plus tard KO de l'année 2011[réf. nécessaire] par l'UFC. Il reçoit également la récompense de come-back de l'année du magazine Fighters Only.
Cheick Kongo rencontra pour son quinzième combat à l'UFC Matt Mitrione le 29 octobre 2011 à l'UFC 137. Il gagne le combat par décision.
Pour son combat suivant, il rencontre un adversaire de taille en la personne de Mark Hunt, l'un des meilleurs kick-boxeurs du monde. En effet, ce dernier a gagné le K-1 World Grand Prix en 2001, en battant notamment Jérome Le banner. Le combat est à un seul sens et Kongo perd au premier round par TKO.
Kongo devait rencontrer Antônio Rodrigo Nogueira le 21 juillet 2012 à l'UFC 149. Cependant, Nogueira se blesse à son dernier round contre Frank Mir et est donc remplacé par Shawn Jordan. Cheick le bat par décision.
Pour son dernier combat à l'UFC, il affronte finalement Roy Nelson le 27 avril 2013 à l'UFC 159, après leur rendez-vous manqué de 2010. Nelson est un très gros frappeur et encaisseur et Kongo perd le combat.

### Bellator MMA
À la fin de son contrat avec l'UFC et peu après l'arrivée de son partenaire d'entrainement Quinton Jackson au Bellator MMA, Cheick Kongo signe lui aussi un nouvel accord avec cette organisation, alors considérée comme la seconde mondiale. Son arrivée au sein des effectifs est officialisée le 28 août 2013 et il est annoncé qu'il prendra part au prochain tournoi poids lourds.
Son premier combat se déroule le 4 octobre 2013 lors du Bellator 102 contre Mark Godbeer en demi-finale du tournoi. Après un début de premier round où Kongo attaque son adversaire en stand up, il gère ensuite le reste du round en maitrisant son adversaire en clinch et en réalisant plusieurs Takedown. Au deuxième round, il remet le combat en clinch mais se sert cette fois-ci de son Muay-thaï. Il gagne par TKO au deuxième round grâce à une série de coups de genoux au corps et à la tête.
Il devait logiquement affronter ensuite le brésilien Vinicius Queiroz en finale du tournoi. D'abord prévu pour le Bellator 106, le programme de l'évènement est modifié et le combat déplacé au Bellator 107. Cependant, une blessure au genou force le  Brésilien à déclarer forfait et Peter Graham est alors désigné comme remplaçant. Le combat se déroule le 8 novembre 2013 et Kongo remporte ce combat par décision unanime et par la même occasion le tournoi poids lourd du Bellator ainsi qu'un chèque de 100 000 $. Cette victoire lui permet également d'obtenir un combat pour le titre de champion poids lourd du Bellator MMA.
Ce match est programmé contre l'actuel champion, Vitaly Minakov pour le 4 avril 2014 à Reno dans le Nevada, en tant que combat principal du Bellator 115. Kongo perd le combat par décision unanime après 5 round d'effort.

## Palmarès

### Kick-boxing
- 2005 Champion du King of the Rings
- 2005 Champion du tournoi King of Colosseum
- 2005 Champion du monde de Rings
- 2004 Champion poids lourd du King of the Ring
- 2004 Champion du monde de Muay Thai
- 2003 Champion intercontinental Muay Thai
- 2002 Champion européen du Rings
- 2001 Vice champion européen du Rings
- Champion d'Europe de Boxe Française

### Arts martiaux mixtes

#### Bellator MMA
- Vainqueur du tournoi poids lourds de la saison 9 (2013)

#### Ultimate Fighting Championship
- Knockout of the Night (une fois )
- Knockout of the Year vs Pat Barry

#### Kings Of The Ring
- Champion Kings Of The Ring  -103 kg

#### World MMA Awards
- 2011 Comeback  de l'année

## Autre
- Il est également le cousin de Fulgence Ouedraogo, joueur de rugby à XV professionnel.
- Depuis novembre 2010, il est chroniqueur pour le magazine Top Fight.
- Il s'entraîne actuellement à Widnes près de Liverpool avec la team Wolfslair à laquelle appartient aussi Rampage Quinton Jackson, l'ancien champion de l'UFC dans la catégorie light-heavyweight.
- Il a ouvert une boutique de vêtement à Los Angeles

## Palmarès en arts martiaux mixtes
| 42 combats     | 30 victoires | 10 défaites |
| Par KO         | 14           | 3           |
| Par soumission | 4            | 1           |
| Sur décision   | 12           | 6           |
| Égalités       | 2            | 2           |

| Résultat | Record  | Adversaire         | Méthode                                           | Événement                           | Date              | Round | Temps | Lieu                                       | Notes                                                                  |
| -------- | ------- | ------------------ | ------------------------------------------------- | ----------------------------------- | ----------------- | ----- | ----- | ------------------------------------------ | ---------------------------------------------------------------------- |
| Victoire | 26-10-2 | Oli Thompson       | Décision unanime                                  | Bellator 172: Thomson vs. Pitbull   | 18 février 2017   | 3     | 5:00  | San José, Californie, États-Unis           |                                                                        |
| Victoire | 25-10-2 | Tony Johnson       | Décision majoritaire                              | Bellator 161: Kongo vs. Johnson     | 16 septembre 2016 | 3     | 5:00  | Cedar Park, Texas, États-Unis              |                                                                        |
| Victoire | 24-10-2 | Vinicus Queiroz    | Décision partagée                                 | Bellator 150: Kongo vs. Spartan     | 26 février 2016   | 3     | 5:00  | Mulvane, Kansas, États-Unis                |                                                                        |
| Victoire | 23-10-2 | Alexander Volkov   | Décision unanime                                  | Bellator 139: Kongo vs. Volkov      | 26 juin 2015      | 3     | 5:00  | Mulvane, Kansas, États-Unis                |                                                                        |
| Défaite  | 22-10-2 | Muhammed Lawal     | Décision partagée                                 | Bellator 134: The British Invasion  | 27 février 2015   | 3     | 5:00  | Uncasville, Connecticut, États-Unis        |                                                                        |
| Victoire | 22-9-2  | Lavar Johnson      | Soumission (étranglement arrière)                 | Bellator 123: Curran vs. Pitbull II | 5 septembre 2014  | 1     | 3:27  | Uncasville, Connecticut, États-Unis        |                                                                        |
| Victoire | 21-9-2  | Eric Smith         | TKO (coups de genou et coups de poing)            | Bellator 120: Rampage vs. King Mo   | 17 mai 2014       | 2     | 4:35  | Southaven, Mississippi, États-Unis         |                                                                        |
| Défaite  | 20-9-2  | Vitaly Minakov     | Décision unanime                                  | Bellator 115                        | 4 avril 2014      | 5     | 5:00  | Reno, Nevada, États-Unis                   | Pour le titre des poids lourds du Bellator.                            |
| Victoire | 20-8-2  | Peter Graham       | Décision unanime                                  | Bellator 107                        | 8 novembre 2013   | 3     | 5:00  | Thackerville, Oklahoma, États-Unis         | Remporte la finale du tournoi poids lourds du Bellator.                |
| Victoire | 19-8-2  | Mark Godbeer       | TKO (coups de genou et coups de poing)            | Bellator 102                        | 4 octobre 2013    | 2     | 2:04  | Visalia, Californie, États-Unis            | Demi-finale du tournoi poids lourds du Bellator.                       |
| Défaite  | 18-8-2  | Roy Nelson         | KO (coups de poing)                               | UFC 159: Jones vs. Sonnen           | 27 avril 2013     | 1     | 2:03  | Newark, New Jersey, États-Unis             |                                                                        |
| Victoire | 18-7-2  | Shawn Jordan       | Décision unanime                                  | UFC 149: Faber vs. Barão            | 21 juillet 2012   | 3     | 5:00  | Calgary, Alberta, Canada                   |                                                                        |
| Défaite  | 17-7-2  | Mark Hunt          | TKO (coups de poing)                              | UFC 144: Edgar vs. Henderson        | 26 février 2012   | 1     | 2:11  | Saitama, Japon                             |                                                                        |
| Victoire | 17-6-2  | Matt Mitrione      | Décision unanime                                  | UFC 137: Penn vs. Diaz              | 29 octobre 2011   | 3     | 5:00  | Las Vegas, Nevada, États-Unis              |                                                                        |
| Victoire | 16-6-2  | Pat Barry          | KO (coup de poing)                                | UFC Live 4: Kongo vs. Barry         | 26 juin 2011      | 1     | 2:39  | Pittsburgh, Pennsylvanie, États-Unis       | KO de la soirée KO de l'année 2011                                     |
| Égalité  | 15-6-2  | Travis Browne      | Égalité unanime                                   | UFC 120: Bisping vs. Akiyama        | 16 octobre 2010   | 3     | 5:00  | Londres, Angleterre                        | Kongo est pénalisé d'un point pour s'être accroché au short de Browne. |
| Victoire | 15-6-1  | Paul Buentello     | Soumission (coups de coudes au corps)             | UFC Live: Vera vs. Jones            | 21 mars 2010      | 3     | 1:16  | Broomfield, Colorado, États-Unis           |                                                                        |
| Défaite  | 14-6-1  | Frank Mir          | Soumission technique (étranglement en guillotine) | UFC 107: Penn vs. Sanchez           | 12 décembre 2009  | 1     | 1:12  | Memphis (Tennessee), Tennessee, États-Unis |                                                                        |
| Défaite  | 14-5-1  | Cain Velasquez     | Décision unanime                                  | UFC 99: The Comeback                | 13 juin 2009      | 3     | 5:00  | Cologne, Allemagne                         |                                                                        |
| Victoire | 14-4-1  | Antoni Hardonk     | TKO (coups de poing)                              | UFC 97: Redemption 2009             | 18 avril 2009     | 2     | 2:21  | Montréal, Québec, Canada                   |                                                                        |
| Victoire | 13-4-1  | Mustapha Al-Turk   | TKO (coups de coude et coups de poing)            | UFC 92: The Ultimate 2008           | 27 décembre 2008  | 1     | 4:37  | Las Vegas, Nevada, États-Unis              |                                                                        |
| Victoire | 12-4-1  | Dan Evensen        | TKO (coups de poing)                              | UFC 87: Seek and Destroy            | 9 août 2008       | 1     | 4:55  | Minneapolis, Minnesota, États-Unis         |                                                                        |
| Défaite  | 11-4-1  | Heath Herring      | Décision partagée                                 | UFC 82: Pride of a Champion         | 1er mars 2008     | 3     | 5:00  | Columbus, Ohio, États-Unis                 |                                                                        |
| Victoire | 11-3-1  | Mirko Filipović    | Décision unanime                                  | UFC 75: Champion vs. Champion       | 8 septembre 2007  | 3     | 5:00  | Londres, Angleterre                        |                                                                        |
| Victoire | 10-3-1  | Assuerio Silva     | Décision majoritaire                              | UFC 70: Nations Collide             | 21 avril 2007     | 3     | 5:00  | Manchester, Angleterre                     |                                                                        |
| Défaite  | 9-3-1   | Carmelo Marrero    | Décision partagée                                 | UFC 64: Unstoppable                 | 14 octobre 2006   | 3     | 5:00  | Las Vegas, Nevada, États-Unis              |                                                                        |
| Victoire | 9-2-1   | Christian Wellisch | KO (coup de genou)                                | UFC 62: Liddell vs. Sobral          | 26 août 2006      | 1     | 2:51  | Las Vegas, Nevada, États-Unis              |                                                                        |
| Victoire | 8-2-1   | Gilbert Aldana     | TKO (arrêt du médecin)                            | UFC 61: Bitter Rivals               | 8 juillet 2006    | 1     | 4:13  | Las Vegas, Nevada, États-Unis              | Début à l'UFC                                                          |
| Victoire | 7-2-1   | Dave Dalgliesh     | TKO (coups de poing)                              | Rings Holland: Men of Honor         | 11 décembre 2005  | 2     | NC    | Utrecht, Pays-Bas                          |                                                                        |
| Victoire | 6-2-1   | Gabor Nemeth       | KO (coups de poing)                               | King of the Ring                    | 4 juin 2005       | 2     | NC    | Zagreb, Croatie                            |                                                                        |
| Défaite  | 5-2-1   | Gilbert Yvel       | TKO (coups de poing)                              | It's Showtime: Amsterdam Arena      | 20 mai 2004       | 2     | 4:42  | Amsterdam, Pays-Bas                        |                                                                        |
| Victoire | 5-1-1   | Joop Kasteel       | KO (coup de poing)                                | Rings Holland: World's Greatest     | 4 avril 2004      | 1     | 4:31  | Utrecht, Pays-Bas                          |                                                                        |
| Victoire | 4-1-1   | Dave Vader         | Décision unanime                                  | Rings Holland: The Untouchables     | 27 septembre 2003 | 3     | 2:00  | Utrecht, Pays-Bas                          |                                                                        |
| Victoire | 3-1-1   | Hans Nijman        | Soumission (clé de bras)                          | It's Showtime: Amsterdam Arena      | 8 juin 2003       | 2     | 0:59  | Amsterdam, Pays-Bas                        |                                                                        |
| Égalité  | 2-1-1   | Michael Knaap      | Égalité unanime                                   | It's Showtime: As Usual             | 29 septembre 2002 | 2     | 5:00  | Haarlem, Pays-Bas                          |                                                                        |
| Défaite  | 2-1     | Rodney Faverus     | Décision unanime                                  | Rings Holland: Saved by the Bell    | 2 juin 2002       | 2     | 5:00  | Amsterdam, Pays-Bas                        |                                                                        |
| Victoire | 2-0     | Dave van der Veen  | TKO (coups de poing)                              | Rings Holland: Some Like It Hard    | 2 décembre 2001   | 2     | 1:25  | Utrecht, Pays-Bas                          |                                                                        |
| Victoire | 1-0     | André Tete         | Soumission (clé de talon)                         | Rings Holland: No Guts, No Glory    | 10 juin 2001      | 2     | 3:20  | Amsterdam, Pays-Bas                        |                                                                        |